# Szetár
A szetár (perzsa سه تار = ’három húr’) perzsa húros, pengetős hangszer. A hosszúnyakú lantok családjába tartozik, története során eredetileg háromhúros volt, majd négyhúros lett. Leginkább szólóban használják, a halk, meditatív zenélés hangszere.

## Leírása
A szetár kicsi, domború, csepp alakú hangszertestből és a hozzá csatlakozó hosszú, vékony nyakból áll. Négy fémhúrja a hangszertest alsó végén kiképzett húrtartótól indul, majd egy alacsony húrláb érintésével a hosszú, bundozott fogólap fölött áthaladva a hangolófej fa hangolókulcsaihoz csatlakozik. A négyhúros szetár játéktechnikai szempontból háromhúros: a legmélyebb hangú húr mellett közvetlenül egy oktávval magasabbra hangolt húr fut, amellyel együtt szólal meg, egy húrkórust alkot.

### Test
A szetár testét régebbi korokban egy darab fából faragták, vájták ki, manapság legtöbbször nedvesen meghajlított szelvényekből ragasztással állítják össze. Falvastagsága 3 mm körüli, anyaga leggyakrabban eperfa. A hangszer tetőlapja, rezonánsa vékony fatábla, a nyakhoz közelebbi végén kis furatok szolgálnak hanglyukakként. A test hossza 22–30 cm, szélessége 12–18 cm, mélysége 12–16 cm. A húrok rezgését kicsi, alacsony húrláb közvetíti a tetőnek. A test végpontján fából készült húrtartó szolgál a húrok rögzítésére.

### Nyak
A test felső, ívelt végébe simul a hosszú nyak. Legtöbbször dió- vagy sárgabarackfából készül, hossza 40–48 cm, vastagsága 3–3,5 cm. Mozgatható bundok vannak rákötözve, számuk 25–28, anyaguk bélhúr, vagy újabban nylonszál. Elhelyezkedésük eltér a nyugati pengetős hangszereken megszokottól, nem a kiegyenlített hangolásnak megfelelő, hanem a perzsa zene sajátos modális hangrendszereit tükrözi. A vékony felső nyereg mögött közvetlenül szintén kötés szorítja le a húrokat.

### Fej
A hangszer hangolófeje nem különül el a nyaktól, annak egyszerű meghosszabbítása. A négy T alakú fa hangolókulcs hagyományosan úgy van elhelyezve, hogy kettő közülük felülről, kettő bal oldalról döfi át a vékony fejet. Ebben az esetben a húrok közvetlenül a kulcsok fogantyúja alá tekerednek fel. Másik, modernebb megoldás, hogy a húrok a hangolófej vályúszerű üregébe futnak, amihez két-két kulcs csatlakozik balról és jobbról – hasonlóan pl. a hegedűhöz.

## Használata
A szetár hangja visszafogott, meghitt, nemigen alkalmas arra, hogy más hangszerekkel, énekkel együtt szólaljon meg, vagy tánc kíséretére használják. Elsősorban a magányos elmélyülést, a meditációt szolgálja. Játék közben a jobb kéz a hangszer tetőlapjára támaszkodik, a húrokat a mutatóujj körmével pengetik oda-vissza mozdulatokkal. Ezalatt a bal kéz a legtöbb lantféleségnél megszokott módon a húrok fogólapra való leszorításával módosítja a hangokat. A legmélyebb húr a vele együtt pengetett, oktávval magasabb párjával együtt ritmikus burdonkíséretre szolgál, a másik kettőn játsszák a dallamot.

## Története
A perzsa muszlim filozófus és tudós, al-Fárábi (kb. 870–950) Kitáb al-musziki al-kabír (’Nagy könyv a zenéről’) című munkájában leírt tunbúr nevű pengetős hangszer, különösen a Horászáni tunbúr nagyon közeli rokonságot mutat a szetárral. Az észak-indiai szitár a perzsa szetár kései, jelentősen módosított változata.